# Zafer Ergin
Zafer Ergin (* 30. August 1942 in Ankara) ist ein türkischer Schauspieler.

## Biografie
Ergin wurde am 30. August 1942 in Ankara geboren. Er studierte an der Ankara Universität. Sein Debüt gab er 1971 in dem Film Katiller. Von 1975 bis 1979 war er mit der Schauspielerin Melek Baykal verheiratet.
Anschließend trat er 1983 in Kılıbık auf. 1986 heiratete er Binnaz Ergin. Danach wurde er 1993 für den Film Berlin in Berlin gecastet. Außerdem bekam er 2011 eine Rolle in Kağıt. Seit 2006 spielt Ergin in der Fernsehserie Arka Sokaklar die Hauptrolle. Unter anderem setzte er 2020 seine Karriere in Kuş Uçuşu fort.

## Filmografie (Auswahl)
Filme
- 1971: Katiller
- 1983: Kılıbık
- 1993: Berlin in Berlin
- 2001: Deli Yürek: Bumerang Cehennemi
- 2005: Döngel Kârhanesi
- 2011: Kağıt
- 2011: Sümela'nın Şifresi: Temel
- 2023: Prestij Meselesi

Serien
- 1981: Bağdat Hatun
- 1986: Duvardaki Kan
- 1988: Yaprak Dökümü
- 1999: Sır Dosyası
- 2003–2005 Tal der Wölfe
- seit 2006: Arka Sokaklar
- 2018: İkizler Memo-Can
- 2022: Kuş Uçuşu